# Slowakische Badmintonmeisterschaft 1980
Die Slowakische Badmintonmeisterschaft 1980 war die 14. offizielle Auflage der Titelkämpfe im Badminton in der Slowakei. Sie fand vom 2. bis zum 3. Februar 1980 in Banská Bystrica statt.

## Medaillengewinner
| Disziplin    | Gold                           | Silber                           | Bronze                         |
| ------------ | ------------------------------ | -------------------------------- | ------------------------------ |
| Herreneinzel | Juraj Lenárt                   | Dušan Mošon                      | Ján Konečný                    |
| Herreneinzel | Juraj Lenárt                   | Dušan Mošon                      | Ľubomír Schmidtmayer           |
| Dameneinzel  | Dagmar Benická                 | Ľuba Saláková                    | Anna Konečná                   |
| Dameneinzel  | Dagmar Benická                 | Ľuba Saláková                    | Jana Schrotterová              |
| Herrendoppel | Juraj Lenárt Dušan Mošon       | Vladimír Vaško Ľubomír Čechovský | Ján Konečný Jaroslav Kozák     |
| Herrendoppel | Juraj Lenárt Dušan Mošon       | Vladimír Vaško Ľubomír Čechovský | Vladimír Mazúr Jozef Škripek   |
| Damendoppel  | Anna Konečná Ľuba Saláková     | Jana Schrotterová Dagmar Benická | Jitka Čuprová Eva Matyusová    |
| Damendoppel  | Anna Konečná Ľuba Saláková     | Jana Schrotterová Dagmar Benická | Jana Čechovská Lenka Koblihová |
| Mixed        | Juraj Lenárt Jana Schrotterová | Dušan Mošon Dagmar Benická       | Vladimír Vaško Jitka Čuprová   |
| Mixed        | Juraj Lenárt Jana Schrotterová | Dušan Mošon Dagmar Benická       | Vladimír Mazúr Soňa Lacigová   |